# 아사오 다쿠야
아사오 다쿠야(일본어: 浅尾 拓也, 1984년 10월 22일 ~ )는 일본의 전 프로 야구 선수이며, 야구 지도자이다. 현재 센트럴 리그인 주니치 드래건스의 2군 투수 코치이다.

## 인물

### 프로 입단 전
중학교 시절에는 연식 야구부에서 포수로서 활약을 한 뒤 아이치 현립 도코나메 고등학교에 입학한 이후에도 포수를 맡았지만 팀내 투수진이 부족한 사정으로 인해 2학년 때부터 투수로 전향했다. 고교 졸업 후 니혼 복지대학에 진학하면서 아이치 대학 리그 2부와 3부 리그에서 통산 53경기에 등판해 21승 9패라는 성적을 남겼다. 2006년 가을에 있은 2부 리그인 나고야 산업대학과의 경기에서 노히트 노런을 달성했다. 대학에 입학할 당시에는 138 km/h였던 구속이 2학년 가을에 140 km/h를 돌파했고 4학년 가을에도 최고 속도인 152 km/h를 기록하고 있었다.
2006년 프로 야구 드래프트 회의에서 주니치 드래건스로부터 3위로 지명을 받아 입단하여 니혼 복지대학 출신의 선수로서는 최초의 프로 야구 선수가 되었다. 드래프트 직전에는 사이타마 세이부 라이온스, 도쿄 야쿠르트 스왈로스도 영입을 시도하고 있었지만 “주니치 이외의 구단으로부터 지명되면 사회인 야구팀에서 뛰겠다”라고 말했다. 세이부는 강행 지명도 불사하겠다는 의지를 갖고 있었지만 그 직전이 되면서 드래프트 지명을 피했다.

### 프로 입단 후

#### 2007년
입단 첫 해인 2007년 4월 10일 한신 타이거스전(한신 고시엔 구장)에서 중간 계투로 등판했고, 4월 24일의 히로시마 도요 카프전(나고야 돔)에서는 1이닝 3개의 탈삼진을 기록하는 등 프로 데뷔 첫 승리를 거둔다. 5월 9일의 히로시마전(히로시마 시민 구장)에서 처음으로 선발 등판했는데 홈런을 2개 허용했지만 실점은 이 2점만으로 6이닝 동안 3개의 피안타와 2실점에서 시즌 2승째를 올렸다. 그러나 후반기에 들어서면서 어깨에 부상을 당해 등판 기회는 없었다.

#### 2008년
갑작스런 부진의 영향으로 시즌 개막을 2군에서 맞이했다. 그 후 1군으로 복귀하여 중간 계투로 등판했고, 올스타전 종료 이후부터 베이징 올림픽 기간 중 일본 대표팀에 소집된 이와세 히토키에 대신해 팀의 수호신을 맡아 8월 7일의 야쿠르트전에서 프로 첫 세이브를 기록했다. 이후 소속 팀에 복귀한 이와세에 연결하는 ‘승리의 방정식’으로서 승리 패턴으로의 두 번째 투수로서 기용되었다.

#### 2009년
이듬해 처음으로 1군에서의 시즌 개막을 맞이하면서 작년보다 기대 이상의 성적으로부터 데뷔 후 첫 개막전에서의 선발 투수를 맡아 개막전 승리 투수가 되었다. 그러나 개막전 이후에는 선발 투수로서의 뚜렷한 결과를 남기지 못하고 팀내 두 번째 투수로서 기용되었다. 같은 해 7월 센트럴 리그 신기록이 되는 월간 11홀드를 기록하였고 그 공로로 월간 MVP를 수상했다. 시즌 종반에 컨디션 저하로 부진을 겪고 있는 이와세를 대신해 다시 팀내에서의 수호신을 맡았고 그 해 시즌에서는 팀 최다인 67경기에 등판했다.

#### 2010년
작년과 마찬가지로 팀의 두 번째 투수를 맡아 9월 5일 요미우리전에서는 21경기 연속 홀드 포인트를 달성, 9월 12일의 요코하마 베이스타스전에서 일본 신기록이 되는 시즌 홀드 56포인트를 기록했고 9월 25일의 요코하마전에서 이것 또한 일본 신기록이 되는 시즌 47홀드를 기록했다. 그 해 곤도 히로시의 구단 기록을 경신하는 72경기에 등판하면서 중간 계투만으로는 12승 3패, 평균 자책점 1.68, WHIP 0.87이라는 맹활약을 보여 팀의 리그 우승에 기여했다.
일본 시리즈인 지바 롯데 마린스와의 맞대결에서 시리즈 기간 중 4경기에 등판했지만 6차전에서 2이닝을 던지는 것도 1점의 리드를 지키지 못했을 뿐만 아니라 7차전에서는 정규 이닝 끝나고 연장전에 들어가면서 계속 중간 계투를 맡아 시즌 중에도 경험이 없는 4이닝을 등판했지만 오카다 요시후미의 결승 3루타를 허용해 결국 패전 투수가 되어 팀은 일본 시리즈 우승을 놓쳤다. 한때는 시즌 MVP의 유력한 후보로 거론되고 있었지만 MVP는 팀 동료인 와다 가즈히로가 선정되면서 자신은 와다에 이어 2위에 끝났다. 그러나 홀드와 홀드 포인트 부문의 시즌 일본 신기록을 달성, 연속 경기 홀드 포인트라는 일본 기록을 달성한 공로로 연맹 특별 수상(연맹 특별상)을 받았다.

#### 2011년
작년에 이어 마무리 투수를 맡아 작년에 모두 활약한 다카하시 아키후미가 부진에 시달리면서 롱 릴리프를 맡는 경우도 많아졌고 이와세를 대신해 중간 계투로 기용하는 등의 그 기용법은 가혹했지만 79경기(87과 1/3이닝)에 등판하여 7승 2패, 평균 자책점 0.41, 모두 리그 1위의 45홀드와 홀드 52포인트, WHIP 0.82를 기록하였다. 그리고 피홈런 개수가 단 한 개도 없는 경이로운 성적을 남겼다.
9월 13일의 한신전에서 제프 윌리엄스가 가진 통산 홀드 포인트 일본 프로 야구 기록(154HP)에 동률을 이루었고 9월 17일의 요미우리전에서 프로 야구 신기록이 되는 통산 홀드 155포인트를 기록해 구단 역사상 최초로 2년 연속 최우수 중간 계투 투수를 차지했고 팀의 리그 우승 달성에 기여했다. 리그 우승한 10월 18일 요코하마 베이스타스전(요코하마 스타디움)에서는 롱 릴리프를 맡아 2와 1/3이닝 무실점, 마지막 타자를 헛스윙 삼진으로 처리해 승리 투수가 되었다. 이러한 활약을 인정받아 센트럴 리그 MVP에 선정되었고 불펜 투수로서는 양대 리그를 통해 처음이 되는 골든 글러브상을 수상했다.

#### 2012년
작년에 최다승을 기록한 요시미 가즈키와 함께 ‘동일본 대지진 부흥 지원 베이스볼 매치’사무라이 재팬의 멤버로 발탁되었다. 정규 시즌에서는 마무리로서 기용되었지만 5월 13일 시점에서 이미 21경기에 6실점(5자책점)으로 작년을 웃도는 실점을 기록하는 등 5월 14일에 1군 등록이 말소되었다. 9월 17일에는 1군에 복귀하면서 시즌 종반부터 클라이맥스 시리즈가 종료할 때까지 야마이 다이스케, 다지마 신지와 함께 구원 투수로서 활약했다. 계약 갱신에서는 4,000만 엔이 삭감된 2억 2,000만엔으로 갱신되었다.

## 플레이 스타일
- 날씬한 체격에다가 몸으로부터 계속 내보내지는 평균 구속 약 149 km/h, 최고 속도 157 km/h[1]의 직구가 최대의 무기를 갖고 있다. 변화구는 세로로 구부러지는 슬라이더,[2] 140 km/h대의 고속 포크볼(쥠이 얕고 스플릿 핑거 패스트볼에 가깝다), 그 빠른 볼에 일전해 120 km/h대의 팜볼을 가져 상대 타자의 절묘한 타이밍을 특기로 하고 있다.
- 2010년에는 볼넷 비율이 1.12를 기록하면서 통산 볼넷 비율 1.92를 기록할 정도의 뛰어난 제구력을 자랑하지만 2008년은 몸의 열림이 약간 빠르기 때문에 누락구가 많은 경향이 있어 폭투는 0개, 몸에 맞는 볼은 3개를 기록하여 숫자야말로 극히 보통의 것이었지만 몸에 맞는 볼 3개 모두가 타자의 머리 부분에 해당되어 경기 도중 위협구를 던진 적이 있기 때문에 퇴장 당한 경험이 있다. 통산 3회의 위협구 퇴장은 구와타 마스미와 대등한 프로 야구 타이 기록이었지만 21년 간의 프로 생활하면서 3회였던 구와타에 비해 아사오는 불과 1년 밖에 되지 않았다.
- 타격면에서는 투수이면서 프로 데뷔 후 첫 안타인 3루타를 때려내 2007년 시즌에서는 비록 적은 타석이지만 타율 2할 7푼 3리(11타수 3안타)를 기록하고 있다.

## 속구에 관한 기록
- 2008년 7월 10일 - 대 히로시마 전(히로시마 시민 구장)에서 156 km/h를 측정.
- 2009년 7월 5일 - 대 요미우리 전(나고야 돔)에서 156 km/h를 두 차례 측정.
- 2010년 4월 25일 - 대 한신 전(한신 고시엔 구장)에서 156 km/h를 두 차례 측정.
- 2010년 5월 2일 - 대 히로시마 전(마쓰다 스타디움)에서 156 km/h를 측정.
- 2011년 5월 14일 - 대 한신 전(한신 고시엔 구장)에서 157 km/h를 측정.

## 상세 정보

### 출신 학교
- 아이치 현립 도코나메 고등학교
- 니혼 복지대학

### 선수 경력
- 주니치 드래건스(2007년 ~ 2018년)

### 지도자 경력
- 주니치 드래건스 2군 투수 코치(2019년 ~ )

### 수상·타이틀 경력

#### 타이틀
- 최우수 중간 계투: 2회(2010년, 2011년)

#### 수상
- MVP: 1회(2011년)
- 골든 글러브상: 1회(2011년) ※선발 등판한 적이 한 번도 없는 투수로서의 골든 글러브상 수상은 양대 리그를 통틀어 최초의 수상이다.
- 월간 MVP: 1회(2009년 7월)
- 센트럴 리그 연맹 특별상: 1회(2010년)[3]

### 개인 기록

#### 투수 기록
- 첫 등판: 2007년 4월 10일, 대 한신 타이거스 1차전(한신 고시엔 구장), 7회말에 3번째 투수로서 구원 등판, 1이닝 무실점
- 첫 탈삼진: 상동, 7회말에 하마나카 오사무로부터 헛스윙 삼진
- 첫 홀드: 2007년 4월 21일, 대 도쿄 야쿠르트 스왈로스 4차전(메이지 진구 야구장), 5회말 무사에 4번째 투수로서 구원 등판, 2이닝 1실점
- 첫 승리: 2007년 4월 24일, 대 히로시마 도요 카프 3차전(나고야 돔), 12회초에 5번째 투수로서 구원 등판·마무리, 1이닝 무실점
- 첫 선발·첫 선발 승리: 2007년 5월 9일, 대 히로시마 도요 카프 7차전(히로시마 시민 구장), 6이닝 2실점
- 첫 세이브: 2008년 8월 7일, 대 도쿄 야쿠르트 스왈로스 14차전(마쓰야마 봇짱 스타디움), 9회말에 3번째 투수로서 구원 등판·마무리, 1이닝 무실점

#### 타격 기록
- 첫 안타: 2007년 5월 9일, 대 히로시마 도요 카프 7차전(히로시마 시민 구장), 2회초에 오타케 간으로부터 좌월 3루타
- 첫 타점: 2007년 6월 11일, 대 지바 롯데 마린스 4차전(나고야 돔), 3회말에 와타나베 슌스케로부터 우전 적시타

#### 기록 달성 경력
- 통산 100홀드: 2011년 5월 14일, 대 한신 타이거스 5차전(한신 고시엔 구장), 8회말에 5번째 투수로서 구원 등판, 1이닝 무실점
- 통산 150홀드: 2012년 5월 12일, 대 히로시마 도요 카프 8차전(MAZDA Zoom-Zoom 스타디움 히로시마), 8회말에 3번째 투수로서 구원 등판, 1이닝 무실점 ※사상 최초

#### 기타
- 월간 11홀드: 2009년 7월(센트럴 리그 기록)
- 25경기 연속 홀드 포인트(프로 야구 기록) ※2010년 7월 11일 요미우리 자이언츠 12차전부터 같은 해 9월 15일 히로시마 도요 카프 23차전까지 달성
- 연간 47홀드(2010년, 프로 야구 기록)
- 연간 홀드 59포인트(2010년, 세계 기록)
- 통산 199홀드(일본 프로 야구 역대 2위) ※2015년 시즌 종료 시점
- 통산 홀드 231포인트(일본 프로 야구 역대 2위) ※2015년 시즌 종료 시점
- 올스타전 출장: 2회(2010년, 2011년)

### 등번호
- 41(2007년 ~ 2018년)
- 81(2019년 ~ )

### 연도별 투수 성적
| 연 도     | 소 속     | 등 판 | 선 발 | 완 투 | 완 봉 | 무 4 구 | 승 리 | 패 전 | 세 이 브 | 홀 드 | 승 률 | 타 자 | 이 닝 | 피 안 타 | 피 홈 런 | 볼 넷 | 고 4 | 몸 맞 | 탈 삼 진 | 폭 투 | 보 크 | 실 점 | 자 책 점 | 평 자 책 | W H I P |
| --------- | --------- | ----- | ----- | ----- | ----- | ------- | ----- | ----- | -------- | ----- | ----- | ----- | ----- | -------- | -------- | ----- | ---- | ----- | -------- | ----- | ----- | ----- | -------- | -------- | ------- |
| 2007년    | 주니치    | 19    | 5     | 0     | 0     | 0       | 4     | 1     | 0        | 1     | .800  | 224   | 51.0  | 51       | 5        | 20    | 1    | 0     | 40       | 2     | 0     | 21    | 20       | 3.53     | 1.39    |
| 2008년    | 주니치    | 44    | 0     | 0     | 0     | 0       | 3     | 1     | 1        | 12    | .750  | 199   | 50.1  | 43       | 0        | 9     | 2    | 3     | 35       | 0     | 0     | 11    | 10       | 1.79     | 1.03    |
| 2009년    | 주니치    | 67    | 7     | 0     | 0     | 0       | 7     | 9     | 6        | 33    | .438  | 464   | 113.1 | 108      | 6        | 24    | 2    | 6     | 96       | 4     | 0     | 47    | 44       | 3.49     | 1.16    |
| 2010년    | 주니치    | 72    | 0     | 0     | 0     | 0       | 12    | 3     | 1        | 47    | .800  | 307   | 80.1  | 60       | 4        | 10    | 0    | 1     | 75       | 3     | 0     | 16    | 15       | 1.68     | 0.87    |
| 2011년    | 주니치    | 79    | 0     | 0     | 0     | 0       | 7     | 2     | 10       | 45    | .778  | 328   | 87.1  | 57       | 0        | 15    | 0    | 2     | 100      | 1     | 0     | 5     | 4        | 0.41     | 0.82    |
| 2012년    | 주니치    | 29    | 0     | 0     | 0     | 0       | 1     | 0     | 1        | 15    | 1.000 | 120   | 30.0  | 21       | 0        | 9     | 0    | 0     | 29       | 2     | 0     | 6     | 5        | 1.50     | 1.00    |
| 2013년    | 주니치    | 34    | 0     | 0     | 0     | 0       | 2     | 3     | 1        | 22    | .400  | 131   | 30.2  | 26       | 2        | 14    | 1    | 1     | 19       | 2     | 0     | 6     | 5        | 1.47     | 1.30    |
| 2014년    | 주니치    | 22    | 0     | 0     | 0     | 0       | 1     | 1     | 0        | 8     | .500  | 87    | 19.0  | 17       | 4        | 12    | 0    | 2     | 20       | 1     | 0     | 13    | 13       | 6.16     | 1.53    |
| 2015년    | 주니치    | 36    | 0     | 0     | 0     | 0       | 1     | 1     | 3        | 16    | .500  | 142   | 31.0  | 31       | 3        | 17    | 2    | 1     | 34       | 4     | 0     | 11    | 11       | 3.19     | 1.55    |
| 통산: 9년 | 통산: 9년 | 402   | 12    | 0     | 0     | 0       | 38    | 21    | 23       | 199   | .644  | 2002  | 493.0 | 414      | 24       | 130   | 8    | 16    | 438      | 19    | 0     | 136   | 127      | 2.32     | 1.10    |

- 2015년 시즌 종료 기준
- 굵은 글씨는 시즌 최고 성적, 붉은색 글씨는 일본 프로 야구 역대 최고 성적.